# Споменик деспоту Стефану Лазаревићу (Црквине)
Споменик са записом о смрти деспота Стефана Лазаревића постављен је 1427. године у порти цркве Светог пророка Илије у засеоку Црквине, делу села Марковца, општина Младеновац. Деспот Стефан Лазаревић (1377–1427) син је и наследник светог српског кнеза Лазара Хребељановића и кнегиње Милице. Након битке код Ангоре 1402. године, добио је титулу деспота, највише византијско достојанство после царског. Добијање ове високе титуле значило је симболично приклањање српске државе хришћанском делу света. Наредне 1403. године прогласио је Београд својом престоницом, уводећи га у ред најзначајнијих европских књижевних центара. За време деспотове владавине и владавине његовог наследника Ђурђа Бранковића, Србија је доживела процват и обнову државности која је, под сталним турским налетима трајала до 1459. године. У својој најзначајнијој задужбини, манастиру Ресава (Манасија), организовао је Ресавску преписивачку школу, европски центар за превођење и преписивање књига. Написао је бројна књижевна дела, међу којима се посебно издваја „Слово љубве“, беседа у форми поетског писма, у коме позива на помирење млађег брата Вука.

## Историја
Прича о споменику на месту смрти деспота Стефана Лазаревића сеже у време када је Београд, под овим великим и племенитим владаром, био центар трговине, занатства и дипломатије, расадник уметности и књижевности, али и историјска позорница великих ратова и страдања српског народа. Само две године након што је после битке код Ангоре , у којој је предводио непоражено крило тешких оклопника, примио од византијског цара титулу деспота и постао самостални владар, деспот Стефан добио је од угарског краља Београд на управу. Према речима његовог биографа Константина Филозофа, деспот је био опчињен Београдом и његовим положајем, који је поредио са „најлепшим местом, од давнина превеликим градом“.
Иако су деспотовом државом одјекивала стална звецкања оружјем, која су се потом смењивала са краћим или дужим периодима мира, Београд је постао чувен у читавој ондашњој Европи, како по високој дипломатији, која је била на нивоу Млетачке државе и Византије , тако по сталној преписци са богатим владарским кућама и трговини која је цветала у мирним етапама градског живота. На деспотовом двору, на горњем граду Београдске тврђаве све је било уређено према високим византијским стандардима и правилима. Међутим, државу и деспота потресали су и унутрашњи немири. Племићки сталеж није благонаклоно гледао на његове успехе, замерајући му сарадњу и блискост са угарским двором, као и на то што је са поносом носио орден „златног змаја“.
Сукоб са великашима, предвођеним деспотовим млађим братом Вуком Лазаревићем, прерастао је у прави грађански рат. У тренуцима највеће патње, 1409. године, деспот Стефан изразио је своје мисли кроз „Слово љубве“, узвишену песму о братској љубави. Јунак на бојном пољу, у братској љубави великодушан, деспот Стефан био је владар византијске узвишености и омиљен од народа. Тактичност у поступању, нарочито са турским султанима, донели су му дужи период мира, у којем је и даље предано радио на учвршћивању државних граница, како би свом законитом наследнику Ђурђу Бранковићу предао уређену и стабилну државу. Међутим, у таквој „идиличности“ није уживао дуго.

## Смрт деспота Стефана
Као што је то био случај са већином европских владара и племића тога времена, и деспот Стефан је волео и често практиковао да оседла коња и са својом свитом одјаше у лов у оближња села око Београда. Приликом једног од повратака са угарског двора, затекавши се у близини места познатог као Глава или Главица, деспот је зауставио своју пратњу да би изјахао у лов. Као што је имао обичај да уради, испружио је руку, како би на њу примио крагуја, али његово тело није хтело да слуша. Читава свита приметила је како се деспотово тело нагиње час на једну час на другу страну, указујући да се нешто необично дешава. Сви су добро знали деспотово достојанствено понашање на коњу, па су са чуђењем гледали како се беспомоћно обрушава на земљу.
Према предањима, његову изненадну погибију 19. јула 1427. године, обележила је мистична олуја, од које се небо над Београдом зацрнило а тресак грома прекрио тихо изговорене деспотове последње речи: „По Ђурђа, по Ђурђа!“ Деспотова смрт у народу је, попут Страшног суда, доживљена као пропаст, судњи дан. У стрепњи пред надолазећим невољама читава деспотовина оплакала је свог великог владара, за кога је од почетка знала да је „онај изабрани гласник новог доба“. Деспотова смрт најавила је најтежи период у историји српске државе и народа оличен у пропасти деспотовине и губитку државног идентитета.

## Подизање споменика
Како би се сачувало сећање на тренутак упокојења омиљеног и цењеног владара, постављен је камени белег на самом месту где је деспот пао са коња, у непосредној близини цркве чији је ктитор он сам био. Опраштајући се од свог господара, најближи сарадници, који су се у тренутку несреће и налазили у његовој свити, подигли су му споменик од венчачког мермера исписујући тиме најлепше поруке оданости и поштовања. Из тих записа сазнајемо да је споменик подигао Ђурађ Зубровић, властелин из области којој је припадао заселак Глава и витез из деспотове свите. Као што је и деспот био високог раста и достојанственог држања, због чега је у народу био познат као Високи Стефан, тако је и споменик израђен у форми обелиска, која треба да призове узвишеност његове владавине и бесмртност његове душе.

## Натписи на споменику
Израз љубави и захвалности, испуњен искреним болом и тугом због губитка владара, показују натписи на осталим странама споменика: Благочастиви господин Стефан, добри господин и Предобри и мили и слатки господин деспот, о горе тому ко га виде на овом месту мртва. 
Ипак, најлепши запис преминулом деспоту исписан је у форми епитафа на чеоној страни споменика. Аутор ових редова је, према једном тумачењу, поп Вукша, чији се потпис и налази на ужој страни споменика, док по другима овај текст представља последње опраштање деспотовог великог пријатеља и биографа Константина Филозофа. Без обзира на идентификацију ауторства деспотовог епитафа, његови редови представљају један од најлепших текстова српске средњовековне књижевности, али и неоспоран историјски извор за проучавање деспотовог живота и смрти. Подаци из записа, нарочито они који се односе на области којима је за живота владао, на трајање његове владавине и тачно време смери, истоветни су са онима изнетим у деспотовој биографији. Уз епитаф, како је то био обичај у средњовековној Србији, урезана је представа Христовог крста на Голготи, чија је симболика у директној вези са темом страдалништва и мучеништва, као и нечитка представа јелена, која алудира на догађај лова у којем је деспота задесила изненадна смрт.
Језик којим је писан епитаф припада књижевној средњовековној врсти, такозваном „кићеном“ стилу, којим доминира свечани тон типичан за форму надгробног споменика подигнутог високој личности, нарочито владару. Као симбол снаге вере и оданости витешком завету споменик је преживео бурне периоде српске историје након деспотове смрти до наших дана. Његова чврстина и одупирање времену, као и белина његових углачаних страна, представљају једини сачувани подсетник на славног владара, песника, подвижника, ктитора и мученика.
Епитаф на чеоној, западној страни споменика:
Ја, Деспот Стефан, син светога кнеза Лазара и по представљању тога милошћу Божјом бих господин свим Србима и Подунављу и Посављу и делу угарске земље и босанске а још и Приморју зетском. И у богоданој ми власти проводих живота мојега време колико благому изволи се Богу, година око 38. И тако дође мени заповест општа од цара свих и Бога, говорећи послани к мени анђео: Иди! И тако душа моја од убогог ми разлучи се тела на месту званом Глава, године тада текуће 6000 и 900 и 30 и 5 индиката 5 сунцу круг 19 и луне 19, месеца јула 19 дан.
Остали натписи:
Благочастиви господин Стефан, добри господин и Предобри и мили и слатки господин деспот, о горе тому ко га виде на овом месту мртва.
Натпис на источној страни испод крста:
Ја Ђурађ Зубровић, грешни раб Божији, поставих овај камен.
Натпис на ужој страни:
Прости, Боже, попа Влкшу

## Културно наслеђе
Јединствен по свом садржају и функцији споменик представља важно сведочанство за проучавање историје, уметности и књижевности средњовековног Београда и Србије. Као један од најстаријих и најзначајнијих споменика балканског културног наслеђа Споменик на месту смрти деспота Стефана Лазаревића заштићен је 1979. године као споменик културе од изузетног значаја за државу. 
Споменик се налази у порти цркве Светог Пророка Илије, која је саграђена 1886. године на месту ранијег сакралног објекта, за који се претпоставља да датира из петнаестог века. Према неким изворима, првобитну цркву подигао је у стилу моравске архитектуре и посветио Богу сам деспот Стефан Лазаревић. Црква је обновљена 1836. године, залагањем кнеза Милоша Обреновића, а иконостас за ову цркву израдио је 1853—54. године један од најзначајнијих српских иконописаца деветнаестог века Димитрије Посниковић. Обновљена црква служила је све до 1884. године, када је због страдања изазваног земљотресом порушена, а на њеном месту саграђен је данашњи храм 1886. године.